# Kaplica św. Rocha w Wolborzu
Kaplica św. Rocha w Wolborzu – kaplica rzymskokatolicka w Wolborzu w powiecie piotrkowskim, w województwie łódzkim, przy ul. Warszawskiej na drodze do mostu nad rzeką Wolbórką. 
Powstała na miejscu dawnej drewnianej kapliczki w 1915 r., z inicjatywy ks. proboszcza Ignacego Pertkiewicza. Kaplica była poddana generalnemu remontowi w 1982 r.